# Вавож (станция)
Вавож — станция (населённый пункт) в Вавожском районе Удмуртии России. Входит в состав Вавожского сельского поселения.

## География
Станция находится на расстоянии 10 км к северу от села Вавож, административного центра района.

### Часовой пояс
Станция Вавож, как и вся Удмуртская Республика, находится в часовой зоне МСК+1. Смещение применяемого времени относительно UTC составляет +4:00.

## Население
| 2010 | 2012 |
| ---- | ---- |
| 36   | →36  |